# Chalcopasta chryseochilus
Chalcopasta chryseochilus là một loài bướm đêm trong họ Noctuidae.